# 인천서면초등학교
인천서면초등학교(仁川西面初等學校)는 대한민국 인천광역시 연수구에 있는 공립 초등학교이다.

## 학교 연혁
- 1996년 9월 1일 인천서면초등학교 개교(34학급)
- 2009년 12월 31일 학교자율화 100대 교육과정 우수학교
- 2010년 12월 30일 학교평가 종합우수학교
- 2012년 12월 26일 국가수준학업성취도평가 학력향상 우수학교
- 2012년 12월 28일 학부모참여 우수학교 교육과학기술부 장관상
- 2013년 9월 25일 다목적강당 어울마당 준공
- 2013년 12월 18일 학부모참여 우수사례 공모 최우수학교
- 2014년 5월 27일 제 43회 전국소년 체육대회 양궁 개인 은메달(2위) 단체종합 동메달(3위)
- 2014년 9월 20일 인천광역시교육감배 학교스포츠클럽대회 탁구 남자초등부 우승(1위)
- 2015년 3월 6일 동부교육지원청 학부모 교육만족도 1위 수상
- 2015년 6월 2일 제 44회 전국소년 체육대회 양궁 단체 종합 동메달(3위)
- 2015년 9월 13일 인천광역시교육감배 학교스포츠클럽대회 탁구 남자초등부 우승(1위)
- 2016년 2월 17일 학부모 학교교육 참여 우수학교 표창
- 2016년 9월 4일 인천광역시교육감배 학교스포츠클럽대회 티볼 남자초등부 우승(1위)
- 2016년 9월 11일 인천광역시교육감배 학교스포츠클럽대회 탁구 남자초등부 우승(1위)
- 2016년 11월 27일 전국어린이 연극경연대회 은상
- 2017년 5월 18일 제 37회 인천광역시 학생과학발명품경진대회 장려상
- 2017년 8월 31일 제 25회 인천광역시 과학동아리활동발표대회 동상
- 2018년 9월 8일 인천광역시교육감배 학교스포츠클럽대회 탁구 남자초등부 우승(1위)
- 2018년 10월 21일 제 29회 인천시 어린이 연극잔치 은상
- 2018년 10월 30일 인천시양궁협회장 양궁대회 여자초등부 단체전 3위
- 2019년 3월 1일 인천광역시교육청지정 자율학교 운영, 27학급 편성(특수학급 1포함)
- 2019년 4월 25일 6학년 미래교육 캠프
- 2019년 4월 26일 6학년 현장체험학습(종로 아이들 극장 및 창경궁)
- 2019년 5월 16일 6학년 현장체험학습(한국이민사박물관 및 개항장)
- 2019년 7월 4일 문화예술공연 관람(버블 및 벌룬 공연)
- 2019년 8월 31일 인천광역시교육감배 학교스포츠클럽대회 탁구 남자초등부 우승(1위)
- 2019년 9월 1일 제 10대 교장선생님 취임
- 2019년 9월 30일 6학년 현장체험학습(국회의사당)
- 2019년 10월 22일 (사)국제아동청소년연극협회 지역아동극 연극축제 관람
- 2019년 11월 17일 제 30회 인천시 어린이 연극잔치 잔칫상(1위) 수상
- 2019년 11월 27일 서면 어울림 한마당 개최
- 2020년 1월 31일 제 23회 졸업식
- 2026년 10월 2일 개교 30주년

## 참고 자료
- 인천서면초등학교 - 한국교육학술정보원 학교알리미